# Henripolis
Henripolis war ein Stadtgründungsprojekt um 1625, das auf dem Gebiet der heutigen Gemeinde Laténa im Kanton Neuenburg in der Schweiz hätte realisiert werden sollen. 

## Politisches Umfeld
Das Stadtgründungsprojekt am Nordufer des Neuenburgersees war das Ergebnis eines Machtpokers des jungen Herzogs von Longueville, Henri II. von Orléans-Longueville (1595–1663), der zugleich Graf und ab 1648 Fürst von Neuenburg-Valangin war. Dem katholischen Fürsten missfiel das Verhalten der protestantischen Neuenburger Bürger. Diese waren durch zahlreiche Burgrechtsverträge seit dem 15. Jahrhundert mit einigen Orten der Alten Eidgenossenschaft verbunden. Seit der Reformation waren namentlich die Verträge mit der ebenfalls protestantischen Stadt Bern weiter ausgebaut worden, was die Macht des Fürsten mittlerweile spürbar einschränkte. 
Daher beschloss er, den Neuenburgern eine neue fürstliche Handelsstadt vor die Nase zu setzen, die wegen ihrer strategischen Lage einen Keil zwischen Neuenburg und Bern treiben und zudem als neues internationales Handelszentrum für Einnahmen in die fürstliche Kasse sorgen sollte. Ein sicheres Handelszentrum war durchaus von europäischem Interesse, standen doch zahlreiche Staaten seit 1618 miteinander im Krieg (der später der Dreissigjährige Krieg genannt wurde). Dadurch war der internationale Handel massiv gestört und Handelsrouten waren teilweise unterbrochen oder zumindest unsicher geworden. Da sich Neuenburg neutral verhielt, bot der Standort in den Augen des Fürsten Gewähr für eine prosperierende Zukunft.

## Das Stadtgründungsprojekt

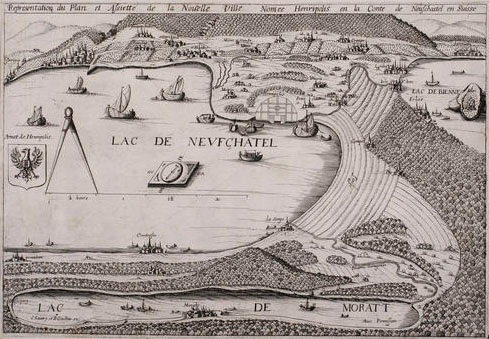
Vogelschaukarte des Neuenburgersees aus dem französischen Werbeprospekt für Henripolis (Lyon: C. Savary und B. Gaultier, 1626)

Am 24. Juni 1625 unterzeichnete Henri II. die Gründungscharta der neuen Stadt, die er nach sich Henripolis benannte. Diese Charta garantierte den neuen Bürgern zahlreiche Privilegien in Handel, Gewerbe und bei den Bürgerrechten. Dazu gehörte namentlich auch die freie Religionsausübung und die Befreiung vom Militärdienst, beides Punkte, die im kriegerischen Umfeld geradezu utopisch klangen.
Henripolis sollte beim Dörfchen Marin am Ufer des Neuenburgersees erbaut werden. Dieser Ort lag weniger als zehn Kilometer von der Stadt Neuenburg entfernt unmittelbar an der schiffbaren Verbindung vom Rhein über die Aare, den Bielersee und die Zihl (im 20. Jahrhundert zum Zihlkanal ausgebaut) weiter über den Neuenburgersee, durch den noch zu erbauenden Canal d’Entreroches und die Venoge über den Genfersee die Rhone hinunter. Da durch die Juragewässerkorrektionen des 19. und 20. Jahrhunderts der Seespiegel des Neuenburgersees abgesenkt wurde, liegt das heutige Seeufer einige hundert Meter vom damals geplanten Standort von Henripolis entfernt.
Die Stadtplanung war modellhaft und folgte einem Städteideal des 17. Jahrhunderts. Der gewählte polygonale, halbkreisartige Stadtgrundriss sollte die funktionelle Hierarchie seiner Bewohner abbilden. Die Hauptachse führte vom Hafen (dem kommerziellen Zentrum) direkt zum fürstlichen Schloss (dem herrschaftlichen Zentrum). Auf halber Höhe zwischen Hafen und Schloss befand sich das Rathaus (das bürgerliche Zentrum). Die dort rechtwinklig kreuzende Hauptquerachse endete an beiden Enden bei einer Kirche (den kirchlichen Zentren). Alle übrigen Strassen sollten die beiden Hauptachsen ebenfalls rechtwinklig schneiden, so dass angenähert ein Schachbrettmuster entstand. Fast auf allen Kreuzungen waren als Ausdruck von Hygiene und Ästhetik Springbrunnen geplant. Der gesamte Stadtgrundriss umfasste 1650 Parzellen auf einer Fläche von 54 Hektar. Voll ausgebaut hätte er für mehr als 13'000 Einwohner Platz geboten. Soweit der Idealplan für Henripolis.

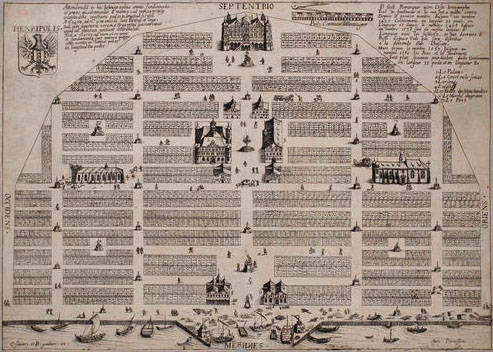
Stadtplan aus dem französischen Werbeprospekt für Henripolis (Lyon: C. Savary und B. Gaultier, 1626)

Zwecks Werbung bei möglichen Neubürgern gab die fürstliche Regierung in den Jahren 1625 und 1626 mehrseitige deutsche, französische und niederländische Werbeprospekte heraus. Darin wurde die günstige Lage der neuen Stadt innerhalb Europas, der Stadtgrundriss selbst, die liebliche Umgebung und natürlich die gewährten Privilegien und Freiheiten gebührend herausgestrichen. Illustriert war der Werbetext mit drei Karten: einer Karte Westeuropas mit eingezeichneten Handelsrouten, einer Vogelschaukarte des Neuenburgersees und einem Stadtplan.
Besonders in den reformierten Niederlanden kam das Projekt gut an. Nicht nur einzelne Kaufleute, sondern sogar die Vereinigte Ostindische Kompanie war interessiert. Man wollte den gefährlichen Schiffweg rund um das katholische Spanien vermeiden, so dass ein Handelsstützpunkt im protestantischen und neutralen Neuenburg willkommen war. Als Vertreter der Niederländer traten die einheimischen Kaufleute Kaspar Scherer aus St. Gallen und Bonifazius Iselin aus Basel auf. Sie hatten im Wesentlichen die Aufgabe, die zur Finanzierung des Baulandes benötigten 50'000 Taler aufzutreiben und nach der Gründung die Leitung der Stadt zu übernehmen. Somit schien alles geregelt und der Fürst sah sich dem Ziel nahe, ein internationales Handelszentrum und damit eine bedeutende Einnahmequelle auf seinem Territorium realisieren zu können.

## Gründe für das Scheitern des Projekts
Allerdings hatte Henri II. die Rechnung ohne die Neuenburger Bürger und die mächtige Stadt Bern gemacht. Bern dachte weder als Schutzmacht der Neuenburger noch im ureigensten kommerziellen Interesse daran, die Gründung einer solchen Stadt zuzulassen und hintertrieb das Projekt nach Kräften. Die Haltung Berns als mächtigstem Ort der Alten Eidgenossenschaft hatte Signalwirkung und konnte nicht ignoriert werden. In Neuenburg machte sich zudem der fürstliche Gouverneur Jean Hory, der das Projekt seines Landesherrn unterstützte, bei den Bürgern sehr unbeliebt. In der Folge fanden sich weder genügend lokale Verkäufer von Bauland, noch genügend Siedlungswillige aus dem In- und Ausland. Und damit fehlte auch das Geld, um die Stadt zu erbauen. Das Projekt schlief schliesslich ein, ohne dass je ein Haus von Henripolis gebaut worden wäre.

## Historische Bewertung
Rückblickend war Henripolis eine singuläre, zukunftsweisende Gesellschaftsutopie. Es wären Religions-, Handels- und Gewerbefreiheiten realisiert worden, die erst rund 200 Jahre später üblich wurden. Noch utopischer war die Stadtgründung im Umfeld des Dreissigjährigen Krieges, einem der blutigsten Religionskriege, die Europa gesehen hatte. Es ist überdies aus wirtschaftlicher Sicht fraglich, ob die Handelsroute zwischen Neuenburger- und Genfersee je durchgehend schiffbar ausgebaut und rentabel geworden wäre. Henripolis reiht sich ein in eine lange Liste von Idealstädten, die nie über das Planungsstadium hinausgekommen sind.